# 北城大道
北城大道，是中国安徽省合肥市的一条东西向干道，得名自合肥北城新区，西起北城新区境内蒙城北路，经过阜阳北路，下穿淮南铁路、京港高速铁路、合蚌高速铁路，东至瑶海区淮海大道正接东方大道，全长3.5公里。铁路以西段为庐阳区与长丰县的分界线。沿路有庐州医院、双凤工业区等。